# Rhynchomicropteron nudiventer
Rhynchomicropteron nudiventer är en tvåvingeart som beskrevs av Papp 1982. Rhynchomicropteron nudiventer ingår i släktet Rhynchomicropteron och familjen puckelflugor. Inga underarter finns listade i Catalogue of Life.